# Rainey Qualley
Rainsford Dubose Qualley (Nueva York, 11 de marzo de 1989) es una actriz y cantante estadounidense. Hija de la actriz Andie MacDowell y hermana de la también actriz Margaret Qualley, hizo su debut actoral en la película de 2012 Mighty Fine. Es conocida por su música, que lanza bajo el nombre artístico de Rainsford.

## Primeros años
Nació en marzo de 1989 en la ciudad de Nueva York y creció en Carolina del Norte. Es hija de la actriz y modelo Andie MacDowell y de Paul Qualley, quien es músico, contratista, ranchero y ex modelo. Tiene dos hermanos: un hermano mayor, Justin y una hermana menor, la actriz y modelo Margaret Qualley. Rainey y su hermana debutaron y se presentaron formalmente en Le Bal des Débutantes de París.

## Carrera
Hizo su debut como Miss Globo de Oro en 2012. Ese mismo año, protagonizó Mighty Fine, junto a su madre Andie MacDowell, dirigida por Debbie Goodstein. En 2014, protagonizó Falcon Song, dirigida por Jason Corgan Brown. En 2015, apareció como estrella invitada en un episodio de Mad Men. En 2018, protagonizó Perfect, dirigida por Eddie Alcazar. Hizo un cameo como ella misma en Ocean's 8. En 2021, protagonizó The Shuroo Process, dirigida por Emrhys Cooper.
Publica y escribe música bajo el nombre artístico de Rainsford.
En 2016, lanzó la canción "Too Close" con Red Light Management.En 2017, lanzó la canción "Rendezvous". En 2018, lanzó su primer EP Emotional Support Animal. En 2019, lanzó dos canciones, "Passionate" y "Open Open". En 2020, lanzó dos canciones, "2 Cents" y "Crying in the Mirror". Colaboró con Twin Shadow en dos canciones de su cuarto álbum de estudio.

## Vida personal
Actualmente se encuentra en una relación con el cineasta Anthony Wilson. El 10 de septiembre de 2024, Qualley anunció que estaba embarazada de su primer hijo juntos.

## Filmografía

### Cine
| Año  | Título               | Papel           | Notas          |
| ---- | -------------------- | --------------- | -------------- |
| 2012 | Mighty Fine          | Maddie Fine     |                |
| 2014 | Pink & Baby Blue     | Stall Girl      | Cortometraje   |
| 2014 | Falcon Song          | Sarah Lou       |                |
| 2016 | No Other Like You    | Ella/Her        |                |
| 2018 | Perfect              | Perl            |                |
| 2018 | Ocean's 8            | Ella misma      |                |
| 2019 | Samice               | X               | Cortometraje   |
| 2021 | Ultrasound           | Katie           |                |
| 2021 | The Shuroo Process   | Nadia           |                |
| 2022 | Shut In              | Jessica         |                |
| 2022 | Delilah              | Delilah         | Cortometraje   |
| TBA  | The Daylong Brothers | Frankie         | Postproducción |
| TBA  | The Whisper Network  | Astor Grey      | Postproducción |
| TBA  | Pig Hill             | Carrie          | Postproducción |
| TBA  | This Bloody Country  | Abigail Ballard | Postproducción |
| TBA  | Queen of Manhattan   | Lisa            | Postproducción |

### Televisión
| Año  | Título                     | Papel | Notas                      |
| ---- | -------------------------- | ----- | -------------------------- |
| 2015 | Mad Men                    | Cindy | Episodio: "Severance"      |
| 2020 | Love in the Time of Corona | Elle  | Miniserie, papel principal |

## Discografía

### EP
- Turn Down the Lights (2015)
- Emotional Support Animal (2018)

### Sencillos
- "Me and Johnny Cash" (2015)
- "Too Close" (2016)
- "Rendezvous" (2017)
- "Somewhere Else" (2018)
- "Passionate" (2019)
- "Open Open" (2019)
- "2 Cents" (2020)
- "Crying in the Mirror" (2020)
- "Oh My God" (2020)
- "Love Me Like You Hate Me" (2020)

### Apariciones como invitada
| Título        | Año  | Otros(as) artistas | Álbum                 |
| ------------- | ---- | ------------------ | --------------------- |
| "Brace"       | 2018 | Twin Shadow        | Caer                  |
| "Sympathy"    | 2018 | Twin Shadow        | Caer                  |
| "My Margaret" | 2020 | by.ALEXANDER       | 000 CHANNEL BLACK     |
| “Mille Cose”  | 2021 | Mecna              | Mentre Nessuno Guarda |